# Josef Rott
Josef Rott (28. května 1830 Vídeň – 28. května 1900 Černovice) byl rakouský právník a politik německé národnosti z Bukoviny, na konci 19. století poslanec Říšské rady, náměstek zemského hejtmana Bukoviny.

## Biografie
Narodil se ve Vídni. Tam vystudoval gymnázium a Vídeňskou univerzitu. Během revolučního roku 1848 byl členem studentské legie. Nastoupil na praxi jako soudní adjunkt. Pak byl advokátem v Sibini. Od roku 1863 byl advokátem v Černovicích. Od roku 1875 zastával post prezidenta černovické advokátní komory. Byl veřejně a politicky aktivní. V roce 1864 byl zvolen do městské rady v Černovicích a zasedal v ní nepřetržitě až do své smrti. V letech 1884–1898 působil jako náměstek vrchního kurátora zemské spořitelny a pak od roku 1898 úřadujícím ředitelem tohoto finančního ústavu. V prosinci 1898 mu byl udělen Řád železné koruny.
Od roku 1878 až do své smrti zasedal nepřetržitě jako poslanec Bukovinského zemského sněmu za město Černovice. Od roku 1881 byl náměstkem zemského hejtmana Bukoviny (místopředsedou sněmu). Tuto funkci zastával do své smrti. Od roku 1892 byl členem zemského výboru.
Byl i poslancem Říšské rady (celostátního parlamentu Předlitavska), kam usedl v doplňovacích volbách roku 1894 za kurii městskou v Bukovině, obvod Černovice. Nastoupil 10. listopadu 1894 místo Heinricha Wagnera. Ve volebním období 1891–1897 se uvádí jako Dr. Josef Rott, náměstek zemského hejtmana a prezident advokátní komory, bytem Černovice.
Patřil mezi předáky německých liberálů v Bukovině. Byl předsedou německé liberální strany v Černovicích.
Zemřel v květnu 1900.